# Межрегиональная депутатская группа
О Межрегиональной депутатской группе во II Государственной Думе РФ см.: Независимые демократы (группа).

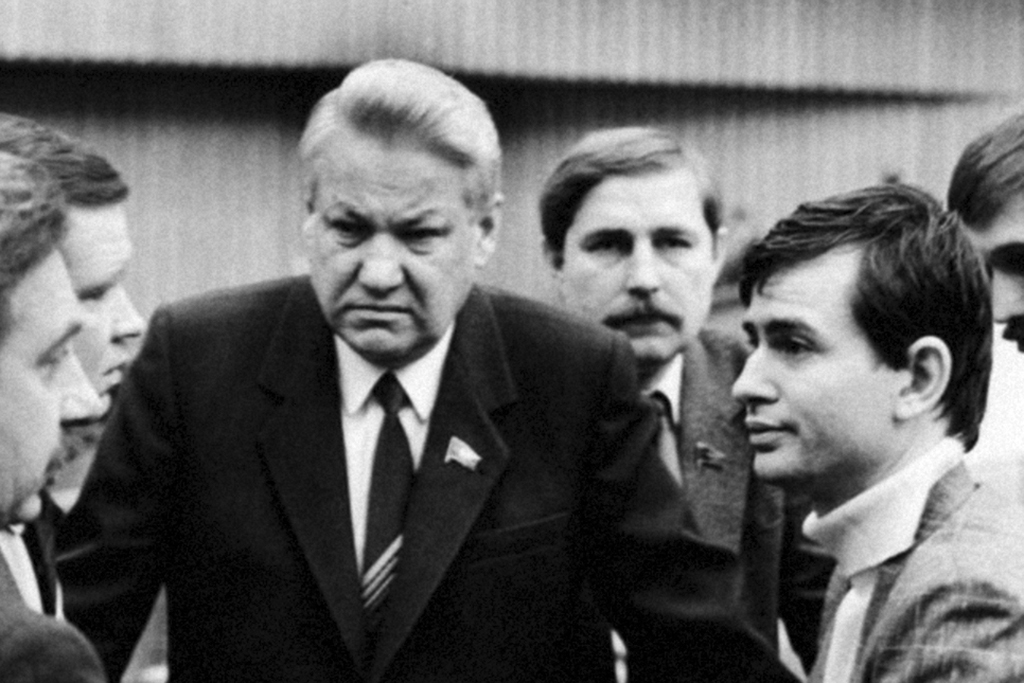
Группа демократов (Станкевич, Ельцин, Заславский) на Съезде народных депутатов СССР, 1989 г.

Межрегиональная депутатская группа (МДГ) — демократическая фракция на Съездах народных депутатов СССР, первая советская легальная парламентская оппозиция. Формально противостояла депутатской группе «Союз» (при том, что некоторые депутаты входили в обе фракции и в руководстве «Союза» были представлены члены МДГ). Целью создания МДГ было провозглашено «преобразование политического режима в СССР от тоталитарного к демократическому». Численность Межрегиональной депутатской группы по состоянию на 30 июля 1989 составляла 388 человек.

## Формирование группы
Сформировалась на I Съезде народных депутатов вокруг демократических депутатов от Москвы: А. Д. Сахарова, Ю. Н. Афанасьева, Г. Х. Попова. 7 июня 1989 года прошло первое собрание МДГ. 29—30 июля прошла первая конференция МДГ, на которой был избран Координационный совет из 25 участников и 5 сопредседателей и приняты «Тезисы к программе практической деятельности по углублению и реализации перестройки». Формирование группы происходило в условиях углубления общественно-политических и экономических потрясений в стране, эмоциональным фоном и кульминацией которых являлись массовые забастовки шахтёров Донбасса и Кузбасса, — формирование группы происходило одновременно с указанными событиями в общественной жизни. Сопредседателями КС стали Б. Н. Ельцин, Ю. Н. Афанасьев, Г. Х. Попов, В. А. Пальм и А. Д. Сахаров, секретарём — А. Н. Мурашев. Позднее ответственным секретарём МДГ стала Е. В. Котова. «Их было очень трудно объединить, потому что Сахаров и Ельцин были совершенно несовместимыми людьми», — вспоминал Гавриил Попов, он также отмечал: «Я думаю, большую роль сыграло предложение Сахарова. Когда обнаружилось, что общих идей и программ у членов оппозиции нет, он предложил самую плодотворную идею. Не искать то, что нас позитивно объединяет. На это годы уходят. … Выделить только то, что нас объединяет в отрицании. Все мы против власти КПСС. Вот такую объединительную идею мы и выдвинули. Нет — шестой статье Конституции. На этой базе объединили всех — монархистов, анархистов, левых коммунистов, социал-демократов… Объединение всех в „Демократическую Россию“ — в единый блок. Это была, конечно, наша самая безусловная заслуга». Позднее, после смерти А. Д. Сахарова А. Н. Мурашев стал сопредседателем. Всего в конференции участвовало 268 членов МДГ.

## Первое заседание
Первое заседание МДГ, на котором присутствовали более трёхсот депутатов, проходило 29-30 июля 1989 г. в Центральном Доме кино, — помещение предоставил тогдашний директор ЦДК Ю. С. Гусман, — помимо выступлений депутатов, проходили круглые столы с участием доверенных лиц Б. Н. Ельцина: А. Б. Чубайсом и Е. Т. Гайдаром, Ю. М. Лужковым, Г. А. Явлинским, Б. Е. Немцовым и другими докладчиками, выступавшими за внедрение полномасштабных демократических реформ.

## Структура
Организационная структура группы была построена следующим образом:
|                            |                            |                            |                            |                            |                            |                           |  |             |             |             |             | Межрегиональная депутатская группа |             |             |             |                       |                       |                       |                       |                       |                       |                       |                       |                       |                       |                   |                   |                   |                   |  |  |                     |                     |                     |                     |                     |                     |
|                            |                            |                            |                            |                            |                            |                           |  |             |             |             |             |                                    |             |             |             |                       |                       |                       |                       |                       |                       |                       |                       |                       |                       | Аппарат           |                   |                   |                   |  |  |                     |                     |                     |                     |                     |                     |
|                            |                            |                            |                            |                            |                            |                           |  |             |             |             |             |                                    |             |             |             |                       |                       |                       |                       |                       |                       |                       |                       |                       |                       |                   |                   |                   |                   |  |  |                     |                     |                     |                     |                     |                     |
| Фонд депутатских инициатив | Фонд депутатских инициатив | Фонд депутатских инициатив | Фонд депутатских инициатив | Фонд депутатских инициатив | Фонд депутатских инициатив |                           |  | Пресс-центр | Пресс-центр | Пресс-центр | Пресс-центр | Пресс-центр                        | Пресс-центр |             |             | Координационный совет | Координационный совет | Координационный совет | Координационный совет | Координационный совет | Координационный совет |                       |                       |                       |                       |                   |                   |                   |                   |  |  |                     |                     |                     |                     |                     |                     |
| Фонд депутатских инициатив | Фонд депутатских инициатив | Фонд депутатских инициатив | Фонд депутатских инициатив | Фонд депутатских инициатив | Фонд депутатских инициатив |                           |  | Пресс-центр | Пресс-центр | Пресс-центр | Пресс-центр | Пресс-центр                        | Пресс-центр |             |             | Координационный совет | Координационный совет | Координационный совет | Координационный совет | Координационный совет | Координационный совет |                       |                       |                       |                       |                   |                   |                   |                   |  |  |                     |                     |                     |                     |                     |                     |
|                            |                            |                            |                            |                            |                            |                           |  |             |             |             |             |                                    |             |             |             |                       |                       |                       |                       |                       |                       |                       |                       | Экспертные группы     | Экспертные группы     | Экспертные группы | Экспертные группы | Экспертные группы | Экспертные группы |  |  | Помощники депутатов | Помощники депутатов | Помощники депутатов | Помощники депутатов | Помощники депутатов | Помощники депутатов |
|                            |                            |                            |                            |                            |                            | Газета «Народный депутат» |  |             |             |             |             |                                    |             |             |             |                       |                       |                       |                       |                       |                       |                       |                       | Экспертные группы     | Экспертные группы     | Экспертные группы | Экспертные группы | Экспертные группы | Экспертные группы |  |  | Помощники депутатов | Помощники депутатов | Помощники депутатов | Помощники депутатов | Помощники депутатов | Помощники депутатов |
|                            |                            |                            |                            |                            |                            |                           |  |             |             |             |             |                                    |             |             |             |                       |                       |                       |                       |                       |                       |                       |                       |                       |                       |                   |                   |                   |                   |  |  |                     |                     |                     |                     |                     |                     |
|                            |                            |                            |                            |                            |                            |                           |  |             |             |             |             |                                    |             |             |             |                       |                       |                       |                       |                       |                       |                       |                       |                       |                       |                   |                   |                   |                   |  |  |                     |                     |                     |                     |                     |                     |
|                            |                            |                            |                            |                            |                            |                           |  |             |             |             |             | Секретариат                        | Секретариат | Секретариат | Секретариат | Секретариат           | Секретариат           |                       |                       | Сопредседатели совета | Сопредседатели совета | Сопредседатели совета | Сопредседатели совета | Сопредседатели совета | Сопредседатели совета |                   |                   |                   |                   |  |  |                     |                     |                     |                     |                     |                     |

Из общего состава группы (388 депутатов) выделялся координационный совет (25 членов), руководство которым осуществляли пятеро сопредседателей, а делопроизводство в целом и организационное обеспечение деятельности группы и другие вопросы, не касающиеся напрямую законотворчества — созыв участников группы на совместные заседания, определение повестки дня заседаний, осуществление контактов с зарубежными организациями и структурами, вопросы финансового характера, административно-хозяйственного обеспечения деятельности и прочее, — возлагались на секретаря (А. Н. Мурашев). Фактически, секретариат выполнял функцию личной канцелярии Б. Н. Ельцина, так как бо́льшая часть документооборота и организуемых встреч приходилась именно на документы за его подписью и встречи с его участием, хотя ни в самих этих документах, ни в ходе встреч не указывалось о его руководящей роли, но всегда подразумевалось, что именно он полномочен представлять её во всех официальных сношениях, как с советскими учреждениями, так и с иностранными структурами. Секретариат координационного совета располагался по адресу: гостиница «Москва» комн. 605 «Б», тел.: 292-72-6.
Лидер
Формально, у МДГ не было лидера, но фактически, Ю. Н. Афанасьев, один из пяти сопредседателей совета, предложил сделать лидером Б. Н. Ельцина. На самом же деле многих межрегионалов шокировала мысль о том, что МДГ может рассматриваться как оппозиция во главе с Ельциным, противостоящая Верховному Совету во главе с Горбачевым, поскольку Ельцин не был «героем» большинства столичной интеллигенции. Тем не менее Ельцин отвечал за действия МДГ в Президиуме Верховного Совета СССР. По воспоминаниям Аркадия Мурашева, подлинным лидером группы, «руководителем по факту, всегда державшим руку на пульсе», был Гавриил Попов — теоретик, концептуалист, всецело отдавшийся политической работе.
Координационный совет и сопредседатели
На втором заседании МДГ (10 июня 1989 г.) был создан Координационный совет и его бюро. В Координационный Совет (это 20 человек + 5 сопредседателей) МДГ были избраны академик Андрей Сахаров, Борис Ельцин, Юрий Афанасьев, Гавриил Попов, Анатолий Собчак, Николай Травкин, Аркадий Мурашев, Юрий Черниченко, Александр Оболенский, Геннадий Бурбулис, Юрий Карякин, Вилен Мартиросян, Сергей Станкевич, Евдокия Гаер, Владимир Волков, Владимир Тихонов, Виктор Пальм, Валентин Логунов, Алла Ярошинская-Згерская, Михаил Бочаров, Тельман Гдлян, Виктор Гончаров, Михаил Полторанин, Алексей Емельянов, Алексей Яблоков.
Сопредседателями совета стали Б. Ельцин, Ю. Афанасьев, Г. Попов, В. Пальм и А. Сахаров, секретарём — Аркадий Мурашёв. Идея сопредседательства была принята для того чтобы порвать с традициями КПСС.
Пресс-центр
В целях информационного освещения деятельности группы и вопросов организации постоянного взаимодействия с советской и, особенно, с иностранной печатью, был создан пресс-центр МДГ, руководителем которого был назначен Владимир Мезенцев — первый пресс-секретарь Б. Н. Ельцина. Кинематографисты Леонид Парфёнов, Анатолий Лысенко и Кира Прошутинская сняли фильм «Репортаж с последнего ряда», популяризирующий Межрегиональную депутатскую группу среди населения.

## Состав группы
В МДГ входили:
- С. С. Аверинцев,
- А. М. Адамович,
- Е. Д. Айпин (Ханты-Мансийск),
- А. А. Акаев (Киргизия),
- С. С. Алексеев,
- В. И. Алкснис (Латвия; до осени 1989 года),
- Ж. И. Алфёров,
- Ш. А. Амонашвили,
- Ю. Э. Андреев (Москва),
- В. Г. Ардзинба (Абхазия; до 1990 года),
- Ю. Н. Афанасьев (Москва),
- П. А. Ахунов,
- С. В. Белозерцев (Карелия),
- И. М. Богданов (Горький),
- Ю. Ю. Болдырев (Ленинград),
- О. П. Бородин (Якутия),
- М. А. Бочаров (Москва),
- П. Г. Бунич,
- А. И. Бурачас (Литва),
- Г. Э. Бурбулис (Свердловск),
- В. В. Быков,
- И. А. Вакарчук (Львов),
- В. П. Великонис (Литва),
- А. П. Владиславлев,
- Ю. П. Власов (Москва),
- В. А. Вобликов (Калининград),
- В. А. Волков (Свердловск)
- Ю. В. Вооглайд (Эстония),
- Ю. И. Воронежцев (Гомель)
- Н. Н. Воронцов,
- С. А. Габрусев (Могилёв),
- Е. А. Гаер (Владивосток),
- Т. Х. Гдлян (Москва),
- А. И. Гельман,
- Ю. В. Голик (Кемерово),
- В. В. Гончаров (Донецк),
- В. В. Гулий (Южно-Сахалинск),
- В. В. Давитулиани (Тамбов),
- В. М. Десятов (Комсомольск-на-Амуре),
- А. О. Добровольский (Минск),
- А. С. Ежелев,
- Б. Н. Ельцин (Москва),
- А. М. Емельянов (Москва),
- И. А. Ждакаев (Сахалинская область),
- Т. И. Заславская,
- И. И. Заславский (Москва),
- М. А. Захаров,
- В. Н. Зубков (Ростов-на-Дону),
- В. В. Иванов,
- Н. В. Иванов (Ленинград),
- Г. С. Игитян,
- Н. И. Игнатович (Минск),
- В. В. Каданников (Куйбышев),
- А. А. Казамаров (Москва),
- А. И. Казанник (Омск),
- О. Д. Калугин (Краснодар),
- В. И. Карасев (Краматорск),
- Ю. Ф. Карякин,
- В. И. Кириллов (Воронежская область),
- А. А. Кисилёв (Волгоград),
- Е. В. Коган (Эстония; до осени 1989 года),
- Э. Г. Козин (Сумы),
- С. И. Конев (Днепродзержинск),
- А. И. Коновалов (Казань),
- В. А. Коротич (Харьков),
- М. Г. Костенецкая (Латвия),
- А. Н. Крайко (Москва; до декабря 1989 года),
- Б. В. Крыжков (Дзержинск),
- Л. С. Кудрин (Свердловск),
- Н. А. Куценко (Полтава),
- М. Й. Лауристин (Эстония),
- А. В. Левашёв (Ленинград),
- В. А. Логунов (Москва),
- В. Н. Лопатин (Вологда),
- К. Д. Лубенченко (Московская область),
- И. С. Лызо (Таллин),
- В. А. Мартиросян (Ровно),
- А. В. Минжуренко (Омск),
- И. И. Мисуна (Красноярск),
- Н. В. Молотков (Рязань),
- А. Н. Мурашёв (Москва),
- Ю. В. Неёлов (Сургут),
- Б. Н. Никольский (Ленинград),
- А. М. Оболенский (Апатиты),
- В. А. Пальм (Эстония),
- Э. А. Памфилова (до декабря 1989 года),
- Н. Н. Панов (Псков),
- А. Н. Пенягин (Челябинск),
- В. С. Петропавловский (Ленинград),
- В. С. Подзирук (Ивановская область),
- М. Н. Полторанин,
- Т. А. Полуэктова (Калининград),
- Г. Х. Попов,
- К. Д. П. Прунскене (Литва),
- М. М. Прусак (Новгородская область),
- Б. Ф. Пылин (Волгоград),
- И. Х. Райг (Эстония),
- А. В. Решетников (Калуга),
- Ю. А. Рыжов (Москва),
- Б. И. Рябцов (Горьковская область)
- С. М. Рябченко (Киев),
- Р. З. Сагдеев,
- В. И. Самарин (Орёл),
- А. Д. Сахаров,
- А. Е. Себенцов (Москва),
- С. В. Селезнёв (Нижневартовск),
- В. С. Смирнов (Ахтубинск),
- А. А. Собчак (Ленинград),
- И. В. Сорокин (Куйбышев),
- В. Я. Стадник (Московская область),
- С. Б. Станкевич (Москва),
- Г. В. Старовойтова (Москва, избрана от Армении),
- С. С. Сулакшин (Томск),
- В. А. Тихонов,
- Н. И. Травкин (Московская область),
- Н. Д. Тутов (Оренбургская область),
- Н. В. Фёдоров (Чебоксары),
- С. Н. Фёдоров,
- В. П. Филиппов (Ухта),
- Г. И. Фильшин (Иркутск),
- С. Н. Хаджиев (Грозный),
- К. А. Харченко (Калининская область),
- Д. Худоназаров (Таджикистан),
- А. В. Цалко (Калининская область),
- С. А. Цыпляев,
- В. А. Челышев (Запорожье),
- Ю. Д. Черниченко (Москва),
- В. К. Черняк (Киев),
- И. Б. Шамшев (Ярославль),
- В. А. Шаповаленко (Оренбургская область),
- Л. Б. Школьник (Биробиджан),
- Н. П. Шмелёв,
- С. С. Шушкевич (Минск),
- Р. К. Щедрин,
- Ю. П. Щекочихин (Москва, избран от Ворошиловградской области),
- А. А. Щелканов (Ленинград),
- Ю. Н. Щербак (Киев),
- Н. Н. Энгвер (Ижевск),
- В. Д. Юдин (Магаданская область),
- А. В. Яблоков,
- В. А. Яворивский (Киев),
- Е. В. Яковлев,
- В. А. Ярин (Нижний Тагил; впоследствии отстранился от участия в группе),
- В. Н. Ярошенко (Москва),
- А. А. Ярошинская-Згерская (Житомир)
- А. З. Ястребов (Сарапул) и др.

## Проекты и предложения
Исходно группа была условно разделена на два крыла (группировки) по интересам: умеренное крыло, выступавшее за постепенные преобразования, и радикальное крыло, требовавшее отстранения КПСС от власти и проведения незамедлительных экономических и политических реформ. Ключевыми принципами, за имплементацию которых высказывались абсолютно все члены МДГ были: многопартийность (при том, что в СССР существовала однопартийная система с КПСС во главе), частная собственность на средства производства (что противоречило фундаментальным принципам марксизма-ленинизма), установление демократического политического режима и построение правового государства, защита прав человека. Для поощрения авторов проектов конституционных актов, изменений в текст Союзного договора и иных законопроектов, координационный совет МДГ учредил премию, жюри в составе нескольких членов совета определяло лауреатов.
Вторая конференция МДГ прошла в московском Доме Кино 23—24 сентября 1989 года, на ней была принята Платформа МДГ. Среди требований Платформы МДГ:
- отмена 6-й статьи Конституции СССР о руководящей роли КПСС;
- демократизация избирательной системы;
- демократический закон о печати;
- законы о земле и собственности;
- новый Союзный договор.

Депутаты МДГ требовали переименования СССР в «Союз Евроазиатских Республик» (СЕАР) (в ответ казахстанская делегация предложила вариант: «Союз суверенных советских республик» с сохранением аббревиатуры СССР), но инициатива встретила отпор и предложение было снято с повестки дня. На общем заседании МДГ 7 октября 1990 г. обсуждались перспективы создания Черноморско-Балтийской конфедерации (Украины, Белоруссии и Прибалтийских республик в новое объединение государств), но инициатива не встретила поддержки в депутатской среде в силу недоработанности проекта, — между сторонниками данной идеи возникли противоречия относительно распределения полномочий, так как Украина претендовала на главенствующую роль в потенциальном межгосударственном образовании, что, в свою очередь, не устраивало латвийских и литовских делегатов.
Многие требования Платформы МДГ были удовлетворены III и IV съездами народных депутатов, другие легли в основу программ новых «демократических» организаций, возникших в 1989 году.

## Роспуск группы
Существенное ухудшение экономического положения в стране на рубеже 80-90-х годов привело к тому, что МДГ и её лидеры (прежде всего, Б. Ельцин, после смерти А. Д. Сахарова ставший единоличным лидером демократической оппозиции) стремительно набирали популярность. Уже в январе 1990 г. члены КПСС, входившие в МДГ, сформировали фракцию «Демократическая платформа» (на базе которой впоследствии возник ряд политических партий, в частности Республиканская партия России).
На состоявшихся в марте 1990 года выборах в РСФСР движение «Демократическая Россия», образованное на базе МДГ, одержало победу и взяло курс на демократизацию, декоммунизацию и суверенизацию России.
Как отмечал Г. Попов: «Вскоре после победы в августе 1991 года, когда нужно было начать что-то делать, выяснилось, что устраивающей всю оппозицию конструктивной программы у нас нет, и единый блок распался…»

## Дальнейшее применение опыта работы группы в странах СНГ
Политические технологии, отработанные в рамках МДГ и сам шаблон создания подобной парламентской структуры использовался при создании аналогичных межрегиональных депутатских групп при высших законодательных органах стран СНГ: в частности, Верховной Рады Украины (возглавлялась Л. Д. Кучмой, а затем В. П. Щербанем).

## Иностранные консультанты при МДГ
При Межрегиональной депутатской группе на протяжении её существования, особенно на завершающем этапе, работали иностранные, преимущественно американские консультанты, политтехнологи и другие специалисты в сфере общественно-политических вопросов, а также журналисты радио «Свобода» и других зарубежных средств массовой информации, активно освещавших политические процессы в Советском Союзе, среди прочих: сотрудник RAND Corporation Александр Рар, сотрудник сектора советских проектов Национального фонда демократии США Уильям Померанц (в дальнейшем заместитель директора Кеннановского института перспективных российских исследований), представитель Национального института демократии США в РСФСР Майкл Макфол, старший научный сотрудник Гуверовского института Джон Данлоп, заведующая отделом Европы и Центральной Азии Human Rights Watch Кэтрин Фитцпатрик, член консультативного комитета Международной лиги по правам человека и редактор «Хроники защиты прав в СССР» Эдвард Клайн, член президиума Национального совета по евразийским и восточноевропейским исследованиям Томас Ремингтон и другие известные американские советологи. Деятельность МДГ обеспечивалась Центром Вудро Вильсона и иными зарубежными научно-исследовательскими центрами по изучению общественного мнения в части выработки принципиальных вопросов стратегии ведения политической борьбы МДГ, проведения различных политических кампаний и т. п.
Ряд иностранных специалистов, прикомандированных к МДГ в качестве консультантов, ранее работали с Московской Хельсинкской группой, обществом «Мемориал» и другими организациями советского диссидентского движения, где ими был накоплен богатый опыт в сфере организации разного рода правозащитных и антикоррупционных кампаний, различных кампаний по организации общественного контроля за соблюдением органами государственной власти демократических прав и свобод, реабилитации и увековечивания памяти жертв политических репрессий, публикации оппозиционных изданий (к примеру, юрист-международник Э. Клайн, занимавшийся вопросами публикации и распространения периодических и разовых изданий, посвящённых нарушениям прав человека в Советском Союзе и лично консультировавший наиболее видных представителей диссидентского движения в СССР и некоторых странах Азии по различным организационно-правовым вопросам).
После роспуска МДГ, часть прикомандированных специалистов покинули РФ и занялись проектами в постсоветских странах, либо вернулись в США к преподавательской и научно-исследовательской деятельности, журналистике, юридической практике и т. п., другая часть — остались и продолжили свою деятельность при новых, образованных в РФ организациях по укреплению демократии и развитию институтов гражданского общества: например, при Комитете солдатских матерей и ряде российских филиалов Молодёжного правозащитного движения, а также при политических партиях и организациях, как правительственных, так и оппозиционных.
Примечательно, что многие иностранцы, работавшие с МДГ напрямую, или обеспечивавшие её деятельность из-за рубежа, впоследствии сделали карьеры на ниве американо-российских дипломатических, экономических, культурных и других связей, и заняв высокие должности в различных американских учреждениях, деятельность которых в той или иной степени связана с Россией: работа с группой явилась для них своеобразным карьерным «трамплином», — так, например, М. Макфол является вторым за последние тридцать лет послом США в СССР/России, который занял этот пост не будучи карьерным дипломатом, что весьма нетипично для американской кадровой политики в части назначения послов за рубежом. Президент РФ В. В. Путин так же отметил, что назначение Макфола произошло именно в связи с его предыдущей работой по линии институтов гражданского общества в СССР.